# Водопой
Водопой (біл. Вадапой) — селище в Черетянській сільській раді Гомельського району Гомельської області Республіки Білорусь.

## Географія

### Розташування
За 7 км від залізничної станції Диколовка (на лінії Гомель — Чернігів), 36 км на південний схід від Гомеля.

## Гідрографія
На річці Терюха (притока річки Сож).

## Транспортна мережа
Транспортні зв'язки степовою, потім автомобільною дорогою Тереховка — Гомель. Планування складається із короткої, майже прямолінійної вулиці, орієнтованої з південного сходу на північний захід. Забудова дерев'яної садибного типу.

## Історія

### Радянська доба

#### Довоєнні роки
Заснований на початку XX століття переселенцями із сусідніх сіл. У 1926 році працювало відділення зв'язку, центр (з 8 грудня 1926 року по 30 грудня 1927 року) Водопойської сільської ради Добруського району Гомельського округу. У 1930 році організований колгосп «Водопой», працювали кузня та вітряк.

#### Німецько-радянська війна
Під час німецько-радянської війни 4 мешканці загинули на фронті.

#### Повоєнні роки
У 1959 році у складі колгоспу «Первомайский» (центр — село Маков'є).

## Населення

### Чисельність
- 2004 — 5 господарств, 5 мешканців